# Polo aux Jeux olympiques
Le polo fut une discipline officielle des Jeux olympiques à cinq reprises. Disputé pour la première fois aux Jeux olympiques d'été de 1900, il sera retiré du programme après les Jeux olympiques d'été de 1936 à Berlin.
Lors des deux premières éditions, ce sont des équipes de clubs qui disputèrent les compétitions.

## Palmarès
| Année | Or                                        | Argent                                    | Bronze                                        |
| 1900  | Équipe mixte ( Royaume-Uni et États-Unis) | Équipe mixte ( Royaume-Uni et États-Unis) | Équipe mixte ( France et Royaume-Uni) Mexique |
| 1908  | Royaume-Uni                               | Royaume-Uni                               | Pas de médaille                               |
| 1920  | Royaume-Uni                               | Espagne                                   | États-Unis                                    |
| 1924  | Argentine                                 | États-Unis                                | Royaume-Uni                                   |
| 1936  | Argentine                                 | Royaume-Uni                               | Mexique                                       |

## Participation
| Jeux olympiques | 96 | 00 | 04 | 08 | 12 | 20 | 24 | 28 | 32 | 36 | 48 | 52 | 56 | 60 | 64 | 68 | 72 | 76 | 80 | 84 | 88 | 92 | 96 | 00 | 04 |  |
| --------------- | -- | -- | -- | -- | -- | -- | -- | -- | -- | -- | -- | -- | -- | -- | -- | -- | -- | -- | -- | -- | -- | -- | -- | -- | -- |  |
| Argentine       |    | -  |    | -  |    | -  | X  |    |    | X  |    |    |    |    |    |    |    |    |    |    |    |    |    |    |    |  |
| France          | X  | X  | -  | -  | -  |    |    |    |    |    |    |    |    |    |    |    |    |    |    |    |    |    |    |    |    |  |
| Royaume-Uni     | X  | X  | X  | X  | X  |    |    |    |    |    |    |    |    |    |    |    |    |    |    |    |    |    |    |    |    |  |
| Allemagne       | -  | -  | -  | -  | X  |    |    |    |    |    |    |    |    |    |    |    |    |    |    |    |    |    |    |    |    |  |
| Hongrie         | -  | -  | -  | -  | X  |    |    |    |    |    |    |    |    |    |    |    |    |    |    |    |    |    |    |    |    |  |
| Mexique         | X  | -  | -  | -  | X  |    |    |    |    |    |    |    |    |    |    |    |    |    |    |    |    |    |    |    |    |  |
| Espagne         | -  | -  | X  | -  | -  |    |    |    |    |    |    |    |    |    |    |    |    |    |    |    |    |    |    |    |    |  |
| États-Unis      | X  | -  | X  | X  | -  |    |    |    |    |    |    |    |    |    |    |    |    |    |    |    |    |    |    |    |    |  |
| Total           | -  | 4  | -  | 1  | -  | 3  | 3  | -  | -  | 5  | -  | -  | -  | -  | -  | -  | -  | -  | -  | -  | -  | -  | -  | -  | -  |  |